# Fordærv (roman)
Fordærv er en morbid fortælling af forfatteren Michael Kamp om folkeskolelæreren Gregers, og hans kamp med en klasse, hvor eleverne dør en efter en. De kommer dog stadig i skole som zombier og forstyrrer undervisningen ved at forsøge at æde de levende elever.
Gregers forsøger at få undervisningen til at hænge sammen, men bliver modarbejdet, ikke bare af de udøde elever, men også af besværlige forældre, en uforstående skoleleder og kolleger, der ikke kan se katastrofen nærme sig.
Fordærv kan læses både som en anderledes zombie-thriller og som en barsk kommentar til det danske skolevæsen.
Den korte roman er gennemsyret af sort humor og er mere satire end egentlig horror.
Ex: "Lille Anne fra 3. havde mistet både sin kind og sin skoletaske, og det var strømmet ind med forældreklager."